# フス・メリク
フス・メリク(モンゴル語: Qus melik,中国語: 曷思麥里,? - 1255年)とは、13世紀初頭にチンギス・カンに仕えた将軍。『元史』などの漢文史料では曷思麦里と記される。

## 概要
フス・メリクはカラ・キタイ（西遼）首都フスオルドの出身で、当初はグル・カン（カラ・キタイの君主）の近侍を務めていたが、後にカサンの長官に任じられた。13世紀初頭、チンギス・カンの創建したモンゴル帝国がモンゴル高原を統一すると、これに敗れたナイマン部のクチュルクがカラ・キタイに亡命し君主の地位を簒奪してしまった。
そこでチンギス・カンがクチュルク討伐のためジェベを派遣する（モンゴルの西遼征服）と、フス・メリクはカサン一帯の酋長を率いてモンゴル帝国に降った。報告を聞いたチンギス・カンはフス・メリクをジェベ軍の先鋒に任じ、フス・メリクはクチュルク討伐に活躍した。カラ・キタイの滅亡後、ジェベはフス・メリクにクチュルクの首を持たせて未だ降伏していない諸城を回らせ、クチュルクの首級の見せしめとフス・メリクの説得によってカシュガル、ヤルカンドといった都市がモンゴル帝国に降伏した。
西遼征服後のホラズム征服においてもフス・メリクは引き続き従軍し、ニーシャープール攻略に貢献した。ジェベ、スブタイらがアラーウッディーン・ムハンマド追討のため派遣されるとフス・メリクはこれに従軍し、カフカース・南ロシア各地の戦闘で功績を挙げた。西方遠征から帰還したフス・メリクは続いて西夏遠征に従軍し、チンギス・カンに各地の財宝を献上した。この際、チンギス・カンは群臣に「かつてジェベは常にフス・メリクの功績を称えていたものだが、フス・メリクは体躯は小さくともその名声は大きい」と語ったという。この後フス・メリクはビチクチに任じられた。
チンギス・カンの死後、オゴデイが即位すると、金朝への親征に従軍した。この時の功績により、懐州・孟州のダルガチに任じられた。その後、フス・メリクは1255年に亡くなった。
子の密里吉は父のダルガチ職を継いだが、南宋との戦いで戦死した。